# Mikael Jantunen
Pour les articles homonymes, voir Mikael et Jantunen.
Mikael Jantunen, né le 20 avril 2000 à Helsinki, dans la région d'Uusimaa, est un joueur finlandais de basket-ball évoluant au poste d'ailier fort.

## Biographie

### Carrière universitaire
Entre 2019 et 2021, il joue pour les Utes de l'Utah à l'université de l'Utah.

### Carrière professionnelle

#### BC Ostende (2021-2022)
Le 23 juillet 2021, il signe son premier contrat professionnel avec l'équipe belge du BC Ostende.
Le 23 juin 2022, automatiquement éligible à la draft 2022 de la NBA, il n'est pas sélectionné.

#### Universo Treviso Basket (2022-2023)
Le 14 juin 2022, il signe avec l'équipe italienne de l'Universo Treviso Basket (en).
En juillet 2023, il participe aux NBA Summer Leagues de Las Vegas et de Sacramento avec les Warriors de Golden State.

#### Paris Basketball (2023-2025)
Le 9 juillet 2023, il signe un contrat avec l'équipe française du Paris Basketball.

#### Fenerbahçe SK (depuis 2025)
Le 3 juillet 2025, Jantunen signe avec le Fenerbahçe SK pour deux saisons.

## Palmarès

### En club
- Champion de Belgique en 2022
- Nommé meilleur sixième homme de l'année en Belgique en 2022
- Vainqueur de la Leaders Cup 2024
- Vainqueur de l'EuroCoupe 2024
- Champion de France en 2025
- Vainqueur de la Coupe de France 2025

### Sélection nationale
- 8e de l'EuroBasket 2022

## Statistiques

### Universitaires
Les statistiques de Mikael Jantunen en matchs universitaires sont les suivantes :
| Saison    | Équipe   | Matchs | Titul. | Min./m | % Tir | % 3pts | % LF | Rbds/m. | Pass/m. | Int/m. | Ctr/m. | Pts/m. |
| --------- | -------- | ------ | ------ | ------ | ----- | ------ | ---- | ------- | ------- | ------ | ------ | ------ |
| 2019-2020 | Utah     | 31     | 3      | 23,2   | 66,1  | 31,3   | 73,3 | 4,87    | 1,06    | 0,39   | 0,32   | 6,74   |
| 2020-2021 | Utah     | 20     | 20     | 28,1   | 60,0  | 37,0   | 85,7 | 4,50    | 1,45    | 0,65   | 0,10   | 8,90   |
| Carrière  | Carrière | 51     | 23     | 25,1   | 63,1  | 34,9   | 77,9 | 4,73    | 1,22    | 0,49   | 0,24   | 7,59   |